# هشام طلعت مصطفى
هشام طلعت مصطفى (9 ديسمبر 1959) رجل أعمال مصري وهو النجل الأصغر لرجل الأعمال طلعت مصطفى، وهو الرئيس التنفيذي لمجموعة طلعت مصطفى المصرية العملاقة التي تملك عدة مشاريع معمارية في مصر وخارجها. كان عضوًا في الحزب الوطني الديمقراطي المنحل ونائب في مجلس الشورى المصري السابق.

## حياته
ولد هشام في 9 ديسمبر عام 1959، وهو الأخ الأصغر لأربعة أخوة وتنحدر أصول العائلة من قرية صغيرة تسمى «كفر بني غريان» تبعد مسافة 9 كم عن مدينة قويسنا بمحافظة المنوفية بدلتا النيل، وقد كان له ارتباط واضح بالقرية حتى نهاية فترة السبعينات. حصل على مجموع كبير في الثانوية العامة عام 1976 والتحق بكلية الهندسة لمدة 3 أشهر قبل أن يقنعه والده بأهمية أن يدرس التجارة ليساعده في إدارة شركاته.
بدأ هشام عمله في شركات والده قبل أن يتخرج في كلية التجارة عام 1980، ليتدرج في عدة مناصب إدارية مثبتاً نجاحاً وتميزاً ملحوظاً، فأسند إليه الأب مناصب متتالية.
وفي عام 1992 قدم هشام مصطفى أوراق اعتماده في الحزب الوطني المنحل حالياً، وتم تصعيده بشكل لافت للنظر مقارنة بسنه، حتى أصبح عضواً مهما في المجلس الأعلى للسياسات، إضافةً إلى ترؤسه لجنة الإسكان بمجلس الشورى، فهو عضو بالتزكية عن دائرة المنتزه والرمل وسيدي جابر.

## أعماله في المجال العقاري
عٌرف هشام طلعت مصطفى بأنه أول من أقام مدينة سكنية متكاملة الخدمات يتم تطويرها بواسطة القطاع الخاص، مقدماً رؤية جديدة للحياة في مصر، متجسدة في مدينة الرحاب عام 1997م بالقاهرة الجديدة، كما ويعمل على تنفيذ مشروع مدينة نور الذكية التي أطلقها عام 2021م، إضافةً إلى مشروع بناء مدينة بنان شمال شرق العاصمة السعودية الرياض الذي انطلق عام 2024م.
في عام 2006 انطلق  مشروع «مدينتي» بشرق القاهرة ويعد هذا المشروع العملاق أكبر مشروع عقاري يطوره القطاع الخاص في العالم.
في عام 2018 أطلق مشروع سيليا في العاصمة الإدارية الجديدة في مصر.

## أعماله في المجال السياحي
في عام 2002 أسهم هشام طلعت مصطفى مساهمة فعالة ومؤثرة في الاقتصاد المصري بصفة عامة وفي القطاع السياحي بصفة خاصة، حيث نجح في تقديم مفهوم جديد في سوق المشروعات الفندقية والضيافة بمصر، حيث كان له السبق في إستقدام سلسلة فنادق فور سيزونز المرموقة إلى السوق المصري، وهى شركة إدارة فندقية يرتبط إسمها بتقديم خدمات فندقية راقية فاخرة في كافة أنحاء العالم.
وفي عام 2024 استحوذ هشام طلعت مصطفى من خلال مجموعة طلعت مصطفى على شركة ليجاسي للفنادق والمشروعات السياحية التي تضمّ سبعة فنادق في مصر بالاشتراك مع صندوق مصر السيادي وشركة إيجوث بنسبة استخواذ 39%.

## زواجاته
سبق لهشام طلعت مصطفى الزواج من الممثلة المصرية السابقة نورا إلا أنهما تطلقا في عام 1993. وهو الآن متزوج من السيدة هويدا وله منها ثلاثة أبناء عمر وطارق ومحمد وأيضا تزوج السيدة هالة الجوهري في يوم 30 أغسطس 2008 قبل إحالته للمحاكمة بيومين.

## الحكم القضائي
تداولت وسائل إعلامية عربية في أغسطس 2008 اسمه لما ذكر عن علاقة له بمقتل المغنية اللبنانية سوزان تميم التي توفيت إثر جريمة قتل في 29 يوليو 2008. حيث ألقت الشرطة المصرية القبض على من يعتقد أنه منفذ الجريمة بعد تنسيق مع شرطة دبي في الإمارات العربية المتحدة وتم الحكم عليه بالإعدام.
وفي 2 سبتمبر أعلن النائب العام المصري عبد المجيد محمود إحالته إلى محكمة الجنايات في قضية مقتل المغنية اللبنانية سوزان تميم، حيث تم استصدار إذن من مجلس الشورى المصري لاتخاذ الإجراءات الجنائية ضده، وفي حال الإدانة سيواجه عقوبة قد تصل إلى 20 عاما سجنا أو الإعدام كأقصى عقوبة.
في 21 مايو 2009 أحالت محكمة جنايات القاهرة أوراق المتهمين رجل الأعمال المصري هشام طلعت مصطفى ورجل الأمن وضابط الشرطة السابق محسن السكري للمفتي لأخذ رأيه الشرعي بإعدامهما بعد إدانتهما بقتل المطربة اللبنانية، طبقا لما يقضي به القانون المصري ومن ثم أعلن الحكم النهائي في القضية في تاريخ 25 يونيو 2009. وبالفعل تم الحكم بالإعدام في هذا التاريخ
حددت محكمة النقض جلسة 4 فبراير القادم لبدء أولى جلسات نظر الطعن بالنقض المقدم من رجل الأعمال هشام طلعت مصطفى، وضابط جهاز مباحث أمن الدولة السابق محسن السكري، على حكم الإعدام الصادر بحقهما من محكمة جنايات القاهرة، لإدانتهما بالوقوف وراء جريمة مقتل المطربة اللبنانية سوزان تميم بمسكنها في الإمارات في شهر يوليو 2008.
قضت محكمة جنايات جنوب القاهرة بالتجمع الخامس، برئاسة المستشار عادل عبد السلام جمعة، بجلسة 28 سبتمبر 2010 بسجن رجل الأعمال هشام طلعت مصطفى 15 عاماً وضابط أمن الدولة السابق محسن السكرى 25 عاماً عن تهمة القتل، بالإضافة إلى 3 سنوات للسكرى، عن تهمة حيازة سلاح بدون ترخيص، مع مصادرة الأموال والسلاح. وترددت أنباء عن هروبه من السجن بعد حدوث فوضى في سجن طرة على إثر الأحداث الأخيرة في مصر قالت مصادر أن طلعت اتفق مع نافذين في السجن على سيناريو هروبه وأنه دفع اموالا طائله من أجل تنفيذ عملية الهروب
في 23 يونيو عام 2017 أصدر الرئيس المصري عبدالفتاح السيسي مرسوما رئاسيا بالإفراج عن 502 من المعتقلين في السجون المصرية كمكرمة بمناسبة عيد الفطر المبارك، وكان هشام طلعت مصطفى أحد المساجين المفرج عنهم.

### رد الاعتبار
قدّم هشام طلعت مصطفى طلباً برد اعتباره في قضية مقتل الفنانة اللبنانية سوزان تميم عام 2008، وقد قُبل طلبه بحسب القانون المصري الذي يتيح لكل من حُكم عليه في جناية أو جنحة أن يقدّم طلباً بشرط مرور 6 سنوات من تنفيذ العقوبة أو صدور عفو عنها.